# Nadine Visser
Nadine Visser (nascida em 9 de fevereiro de 1995) é uma atleta neerlandesa. Originalmente, ela se especializou em heptatlo, mas acabou mudando para barreiras altas (60 m com barreiras em pista coberta e 100 m com barreiras ao ar livre). Visser é a campeã europeia de atletismo sub-23 de 2017 nos 100 m com barreiras e campeã europeia de atletismo indoor de 2019 nos 60 m com barreiras. Visser é treinada por Bart Bennema, que também é treinador de Dafne Schippers.

## Carreira
Os primeiros esportes de Visser foram ginástica e futebol; ela começou o atletismo aos 13 anos. Ela representou a Holanda no Festival Olímpico da Juventude da Europa de 2011 em Trabzon, ganhando o ouro nos 100 m com barreiras e no 4 × 100 metros estafetas. Visser competiu como heptatleta no Campeonato Mundial Júnior de 2012 em Barcelona, ficando em décimo primeiro lugar com 5447 pontos. Em 2013, ela ficou em quarto lugar no heptatlo no Campeonato Europeu Júnior em Rieti, marcando 5774 pontos; no evento de abertura do heptatlo, os 100 m com barreiras, ela correu 13,21 (+1,5) para quebrar o recorde de juniores holandês de Dafne Schippers.
Durante a temporada indoor de 2014, Visser estabeleceu recordes holandeses juniores em ambos os 60 m com barreiras e pentatlo; Desde 2015  , sua pontuação no pentatlo de 4268 pontos é a nona na lista mundial de juniores de todos os tempos. Ao ar livre, Visser competiu no Götzis Hypo-Meeting pela primeira vez, marcando um recorde pessoal de 6110 pontos e ficando em 14º. No Campeonato Mundial Júnior de 2014 em Eugene, Oregon, ela participou do heptatlo e dos 100 m com barreiras, ganhando medalhas de bronze em ambos os eventos; nas barreiras ela quebrou 13 segundos pela primeira vez, seu tempo de 12,99 (+1,9) estabelecendo um novo recorde holandês júnior e sub-23. Visser se qualificou para seu primeiro Campeonato Europeu sênior naquele verão, representando a Holanda nos 100 m com barreiras; ela correu 13,12 (-2,0) nas mangas e foi eliminada por pouco das semifinais.

## 2015
Em 2015, Visser se tornou o campeão sênior holandês pela primeira vez, vencendo os 60 m com barreiras em 8.12 no campeonato nacional indoor em Apeldoorn; ela foi selecionada para o Campeonato Europeu Indoor em Praga, apesar de não cumprir o padrão de qualificação da federação nacional. Em Praga, ela se classificou nas mangas no tempo, mas caiu na semifinal e foi eliminada. Ao ar livre, Visser melhorou seu recorde nacional de sub-23 com barreiras para 12,97 (+1,4) nos Jogos FBK em Hengelo em 24 de maio; na semana seguinte, ela ficou em 5º lugar no Hypo-Meeting com uma melhor marca pessoal de 6467 pontos. Antes do Campeonato Europeu Sub-23 de 2015 em Tallinn, Visser alcançou o padrão de qualificação em cinco eventos (100 m, 200 m, 100 m com barreiras, salto em distância e heptatlo); optou por competir nas barreiras e no salto em distância, conquistando o bronze nas barreiras com o tempo de 13,01 (-0,2).
No Campeonato Europeu Sub-23 de 2015, Visser conquistou o bronze nos 100 m com barreiras. Ela passou a disputar o Campeonato Mundial de Atletismo 2015 em Pequim (China), terminando em 8º lugar no heptatlo. Ela também foi a primeira corredora da equipe holandesa de revezamento 4x100 metros com Dafne Schippers, Naomi Sedney e Jamile Samuel que terminou em 5º em 42,32 na final, mas foi desclassificada por uma violação de mudança. Nas baterias a equipe também somou 42,32, um novo recorde nacional. No final da temporada de verão, ela terminou 3D no heptatlo Décastar em Talence (França).
No Campeonato Europeu de Atletismo 2016 de 100 m com barreiras em Amsterdã, ela foi eliminada nas semifinais. No Atletismo do heptatlo das Olimpíadas de 2016 no Rio de Janeiro (Brasil), ela terminou em um decepcionante 19º lugar.

## Heptatlo ou obstáculos elevados

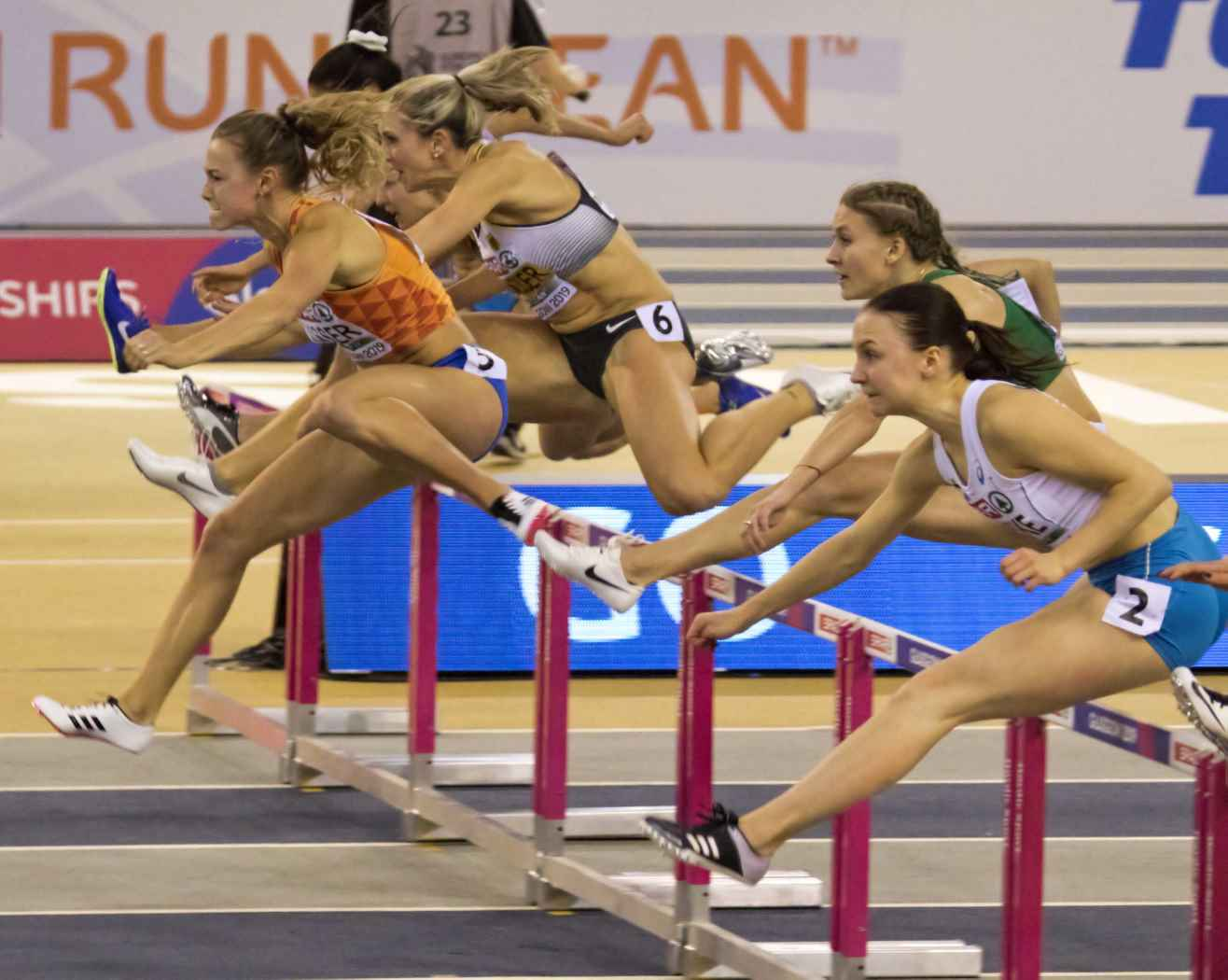
Visser liderando a final de 60 metros com barreiras no Campeonato Europeu de Atletismo Indoor 2019 em Glasgow

No Campeonato Europeu Sub-23 de 2017, ela ganhou uma medalha de ouro nos 100 m com barreiras. "Estava indo bem até o oitavo obstáculo e depois ficou meio confuso", disse Visser. "Mas estou feliz por terminar em primeiro." Ficou em 2º lugar no Mehrkampf-Meeting em Ratingen (Alemanha), atrás de Carolin Schafer . Em agosto de 2017, Visser terminou em sétimo lugar com 6.370 pontos no Campeonato Mundial em Londres (Reino Unido). Ela ganhou uma medalha de ouro nos 100 m com barreiras no Summer Universiade 2017 para atletas universitários.
A temporada de 2018 começou com um bronze no Campeonato Mundial Indoor 60m com barreiras. Ela tinha cronometrado 7,83 para vencer sua semifinal, destruindo o recorde holandês de Marjan Olyslager de 7,89, que havia permanecido desde 1989. Em consulta com seu técnico Bart Bennema, Visser teve que tomar uma decisão sobre seu futuro: o heptatlo ou altas barreiras. Com o campeonato europeu de 2018 em Berlim próximo e dadas suas chances de vitória nas barreiras naquele evento, ela decidiu se concentrar na corrida com barreiras. Em junho de 2018, na Diamond League em Estocolmo, ela bateu um novo recorde nacional nos 100 m com barreiras em 12,71, quebrando o recorde de quase 30 anos do Olyslager de 1989. Ela terminou em quarto lugar no Campeonato Europeu de Atletismo de 2018 em 12,88.
Em 2019, ela começou ganhando o título de 60 m com barreiras no Campeonato Europeu de Atletismo Indoor de 2019. No Campeonato Mundial de Atletismo de 2019 em Doha, ela terminou em sexto lugar na final dos 100 m com barreiras. Ela quebrou seu próprio recorde nacional nas semifinais, marcando 12,62 (1,0).

## Recorde de competição
| Ano                            | Competição                                       | Local                          | Posição                        | Evento                         | Notas                          |
| Representando os Países Baixos | Representando os Países Baixos                   | Representando os Países Baixos | Representando os Países Baixos | Representando os Países Baixos | Representando os Países Baixos |
| ------------------------------ | ------------------------------------------------ | ------------------------------ | ------------------------------ | ------------------------------ | ------------------------------ |
| 2011                           | European Youth Olympic Festival                  | Trabzon, Turquia               | 1º                             | 100 m com barreiras            | 13.28                          |
| 2011                           | European Youth Olympic Festival                  | Trabzon, Turquia               | 1º                             | 4 × 100 m estafetas            | 45.93                          |
| 2012                           | Campeonato Mundial Júnior de Atletismo           | Barcelona, Espanha             | 11º                            | Heptatlo                       | 5447 pts                       |
| 2013                           | Multistars                                       | Florença, Itália               | 3º                             | Heptatlo                       | 5577 pts                       |
| 2013                           | Campeonato Europeu Júnior de Atletismo           | Rieti, Itália                  | 4º                             | Heptatlo                       | 5774 pts                       |
| 2014                           | Hypo-Meeting                                     | Götzis, Áustria                | 14º                            | Heptatlo                       | 6110 pts                       |
| 2014                           | Campeonato Mundial Júnior de Atletismo           | Eugene, USA                    | 3º                             | 100 m com barreiras            | 12.99                          |
| 2014                           | Campeonato Mundial Júnior de Atletismo           | Eugene, USA                    | 3º                             | Heptatlo                       | 5948 pts                       |
| 2015                           | Hypo-Meeting                                     | Götzis, Áustria                | 5º                             | Heptatlo                       | 6467 pts (PB)                  |
| 2015                           | Campeonato Europeu Sub-23 de Atletismo           | Tallinn, Estónia               | 3º                             | 100 m com barreiras            | 13.01                          |
| 2015                           | Campeonato Mundial de Atletismo                  | Beijing, China                 | 8º                             | Heptatlo                       | 6344 pts                       |
| 2015                           | Décastar                                         | Talence, França                | 3º                             | Heptatlo                       | 6257 pts                       |
| 2016                           | Jogos Olímpicos                                  | Rio de Janeiro, Brasil         | 19º                            | Heptatlo                       | 6190 pts                       |
| 2017                           | Hypo-Meeting                                     | Götzis, Áustria                | 10º                            | Heptatlo                       | 6355 pts                       |
| 2017                           | Mehrkampf-Meeting                                | Ratingen, Alemanha             | 2º                             | Heptatlo                       | 6183 pts                       |
| 2017                           | Campeonato Europeu Sub-23 de Atletismo           | Bydgoszcz, Polónia             | 1º                             | 100 m com barreiras            | 12.92                          |
| 2017                           | Campeonato Mundial de Atletismo                  | Londres, Reino Unido           | 7º                             | Heptatlo                       | 6370 pts                       |
| 2017                           | Summer Universiade                               | Taipei, Taiwan                 | 1º                             | 100 m com barreiras            | 12.98                          |
| 2018                           | Campeonato Mundial de Atletismo em Pista Coberta | Birmingham, Reino Unido        | 3º                             | 60 m com barreiras             | 7.84                           |
| 2018                           | Campeonato da Europa de Atletismo                | Berlim, Alemanha               | 4º                             | 100 m com barreiras            | 12.88                          |
| 2019                           | Campeonato Europeu de Atletismo em Pista Coberta | Glasgow, Escócia               | 1º                             | 60 m com barreiras             | 7.87                           |
| 2019                           | Campeonato Mundial de Atletismo                  | Doha, Qatar                    | 6º                             | 100 m com barreiras            | 12.64                          |
| 2021                           | Campeonato Europeu de Atletismo em Pista Coberta | Torun, Polónia                 | 1º                             | 60 m com barreiras             | 7.77                           |